# استفانیا پرستیگیاکامو
استفانیا پرستیگیاکامو (به ایتالیایی: Stefania Prestigiacomo) (زاده ۱۶ دسامبر ۱۹۶۶) وزیرمشاور در امور محیط زیست در دولت سیلویو برلوسکونی است که پیشتر وزیر فرصت های برابر بود.
او یک بار به عنوان دختر شایسته پالرمو نیز انتخاب شده است.
پرستیگیاکامو در سال ۱۹۹۴ به عنوان نماینده مجلس انتخاب شد
در دهه ۱۹۹۰ به او لقب «دوشیزه پارلمان» داده بودند.
در یک نظرخواهی او به عنوان سکسی‌ترین زن در سیاست ایتالیا انتخاب شد.